# Mallow (Virginie)
Mallow est une census-designated place située dans le comté d'Alleghany, dans l’État de Virginie, aux États-Unis. Lors du recensement de 2020, elle comptait 671 habitants.